# Тип 90-II
Тип 90-II — основний бойовий танк китайського виробництва, який є подальшим розвитком танків Тип 80/85. Спочатку Тип 90-II був відомий під назвою Тип 85-IIM. Вперше публічно його показали 1991 року. Це перший китайський танк третього покоління, не прийнятий на озброєння НВАК. Було обрано покращений Тип 96. Тип 90-II продовжили розробляти для експорту. Наприкінці 1990 танк отримав назву MBT-2000. Пакистан придбав ліцензію на його виробництво. MBT-2000 має місцеву назву «Аль-Халід». Type 90-II також вплинув на розвиток танків Тип 96 та Тип 99.

## Історія
У червні 1991 року Китай та Пакистан вперше продемонстрували танк третього покоління, який отримав назву Тип 90-II, розроблений за програмою MBT-2000 (Main Battle Tank 2000). В той час у КНР на озброєнні стояли лише застарілі танки Тип 59 та Тип 69. Це дало початок роботам над новим танком третього покоління, який би міг вести на рівні бій з радянським Т-72 та Т-64. Розробку танку було розпочато з середини 1980-х років, після того як китайці придбали у однієї країни Близького Сходу декілька танків Т-72М радянського виробництва. Спочатку передбачалось створювати танк на основі корпусу та ходової частини Т-72М з новою зварною баштою, 120-мм гарматою західного зразку (її відпрацьовували на дослідному танку Тип 59Gai), з сучасною цифровою системою керування вогню та німецьким або американським силовим блоком. Але у 1989 р. роботи було призупинено у зв'язку з ембарго на військові поставки, яке наклали США та деякі західні країни. Після закінчення війни у Перській затоці у 1991 році роботи над танком MBT-2000 було відновлено, але тепер як над експортним зразком для Пакистану. Ще 1 жовтня 1988 року китайська національна корпорація НОРІНКО уклала контракт з Пакистаном на створення дослідних зразків Тип 90-II. При цьому до 70 % усіх компонентів «90-II» були вироблені у Пакистані. Надалі після придбання ліцензії та освоєння технології, пакистанський військовий завод компанії «Heavy Industries Taxila» розпочав серійний випуск поліпшеної модифікації танку, яка отримала назву «Аль-Халід». Серійно 125-мм гладкоствольну гармату і автомат заряджання китайці почали виробляти (без ліцензії) і для власних танків.
Спеціалісти компанії НОРІНКО за основу конструкції машини взяли конструктивно-компонувальні рішення, які були реалізовані у танках третього покоління, створених у інших країнах. За основу було використано шасі та корпус танку Т-72М, на який була встановлена зварна башта з розвинутою кормовою нішею, аналогічна баштам танків серії «85-IIM/88C/96». Озброєння було обрано радянське: на танку встановлена 125-мм гладкоствольна гармата 2А46М з автоматом заряджання. Повідомлялося наступне: танк «Тип 90-II» має конструкцію на 10 % запозичену у танка «59», 15 % у «69», 20 % у «85/88C», а інші 55 % — це нові технічні рішення. Як і у випадку з танком «Тип 85», загальні зусилля були спрямовані на створення експортного зразку, які дали поштовх для створення нового танку «Аль-Халід» (паралельно існувала офіційна назва Р-90) для пакистанської армії. Подальші роботи у КНР над танком «90-II» були зосереджені на вдосконаленні конструкції машини, для чого як платформи використовувалися вже створені зразки. 1995 року Росія продемонструвала Китаю останні варіанти танку Т-80У з метою постачання озброєння для НВАК, що підштовхнуло програму для створення китайського танку третього покоління Тип 98 з використання нових технологій.

## Конструкція
Компонування танку Тип 90-II було зроблено за класичною схемою. Спереду розташовувався відсік керування (місце водія у центрі), у середині — бойове відділення (стрілець зліва від гармати, командир — справа) і моторно-трансмісійне відділення позаду. Корпус був зварним з гомогенної катаної броні, лобова частина якої була зроблена комбінованою. На нижній лобовій деталі змонтовано пристрій для самостійного вкопування, який скопіювали з Т-72М. Місце механіка обладнано люком у даху і перископом. Головка перископа має доволі широке вікно, що дозволяє вести обмежений огляд вліво та вправо, а також вбудований пристрій нічного бачення активно-пасивного типу. Крім водія і органів керування рухом, у передній частині корпусу бак-стелаж з частиною боєкомплекту гармати.
У зварній башті знаходиться озброєння, система керування вогнем і місця командира та стрільця. На першому прототипі була встановлена башта аналогічна танку «Тип 88С/96», на наступних — допрацьована, з підвищеною протиснарядною стійкістю, зміненою компоновкою обладнання та збільшеною кормовою нішею. На фронтальних деталях корпуса і башти можна встановлювати додаткові бронелисти композитної броні, при цьому її еквівалентна товщина становить приблизно 600 мм у башті та 450…470 мм у корпусі. Модульне виконання бронювання башти дозволяє швидко заміняти пошкоджені елементи або встановлювати на їх місце посилені блоки. За необхідності захищеність танка може буде збільшена за рахунок встановлення динамічного захисту власного виробництва типу FY.

## Озброєння
Основним озброєнням танку є 125-мм гладкоствольна гармата 2А46М з термокожухом та ежектором. Загальна вага тіла гармати без стабілізатора і бронемаски складає 2443 кг, відкотних частин — 1970 кг. Автомат заряджання карусельного типу аналогічний радянському АЗ. Боєкомплект складає 39 пострілів роздільно-гільзового заряджання, 22 з яких розміщені у механічній боєукладці під баштою, а інші 17 — у корпусі машини. На танку «90-II» використовуються ті ж 125-мм боєприпаси компанії НОРІНКО, що й на «88С/96» — бронебійний підкаліберний (початкова швидкість 1760 м/с), кумулятивний (850 м/с) та осколково-фугасний (950 м/с), яле крім цього передбачається наявність нового бронебійного підкаліберного оперенного снаряду зі стрижнем зі збідненого урану (APFSDS).
Основними елементами системи керування вогнем є: цифровий балістичний обчислювач; панель керування; перископічний приціл стрільця з тепловізором, вбудованим лазерним далекоміром та з незалежно стабілізованою у двох площинах лінію прицілювання; перископічний комбінований приціл-прилад спостереження командира (з головкою панорамного типу); дисплей командира; двоплощинний стабілізатор озброєння та набір різних датчиків аналогічних танку «Тип 88С/96». Керувати озброєнням можуть як стрілець, так і командир (у командира можливості наведення суттєво обмежені, відсутній власний далекомір). Приводи наведення — електрогідравлічні та ручні. У зв'язку з тим, що головка панорамного прицілу може обертатися на 180°, командирська башточка відсутня, а по периметру люка командиру встановлено 6 перископічних приладів спостереження для кращого огляду.
Допоміжне озброєння танку включає спарений з гарматою 7,62-мм кулемет (боєкомплект 3 000 набоїв) і зенітний 12,7-мм кулемет «W-85» на турелі (500 набоїв), яка встановлена між командирським люком та прицілом. Стрільбу із зенітного кулемету можна вести лише у передньому секторі. Для захисту екіпажу від ЗМУ призначена колективна система протиатомного захисту (ПАЗ) з фільтро-вентиляційною системою, а для запобігання пожежі — сучасне швидкодійне протипожежне обладнання. У башті танку «Тип 90-II» встановлено витяжний вентилятор, який знижує загазованість у бойовому відділенні.

## Рушій
Для повномасштабних випробувань було побудовано прототипи танків з двома різними двигунами. На першому варіанті об'єднаний силовий блок включав 8-циліндровий дизельний двигун потужністю 1200 к.с., створений на базі технологій німецького дизеля MTU396, який вироблявся у Китаї по ліцензії, і автоматична трансмісія Renk LSG3000. Двигун рідинного охолодження має турбонаддув і розвинуту систему охолодження, яка має два кільцевих радіатори з відцентровими вентиляторами. Повітрозбірники розташовані на даху МТВ під кормовою нішею башти. Через доволі високій силовий блок кормова частина корпусу значно вище погону башти. На другому варіанту танку було встановлено англійський V-подібний 12-циліндровий дизельний двигун «Perkins Engine Company» CV-12-1200 ТСА «Кондор» рідкісного охолодження з турбонаддувом потужністю 1200 к.с. і французька гідромеханічна автоматична трансмісія SESM ESM-500, що забезпечує рух на одній з чотирьох передач переднього ходу і двох — заднього. На цій модифікації дах МТВ нижче, а по бортах кормової частини корпусу зроблені поздовжні жалюзі. Заміна силового блоку будь-якої з двох конфігурацій у польових умовах не перевищувала 30 хвилин. Існував ще один проєкт «90-II», який передбачав встановлення двигуна MTU 871 або «General Dynamics Land Systems» AVDS-1790, ала він так і залишився на папері. Пізніше було розроблено проєкт «Тип 90-IIA», який повинен був мати 1500-сильний французький двигун серії «Unidiesel V», але його так і не здійснили через тиск на Францію з боку США та Індії, які вимагали приєднатися до ембарго на військові постачання до Пакистану. Останній вирішив цю проблему, закупивши моторно-трансмісійні установки в Україні — так з'явився танк «Тип 90-IIM» або «Аль-Халід».
У подальшому для своїх танків MBT-2000, призначених на експорт, Китай також почав закуповувати моторно-трансмісійні установки з двигуном 6ТД-2 потужністю 1200 к.с. в Україні.
Ходова частина «Тип 90-II» з торсіонною підвіскою скопійована з танку Т-72М і має шість опорних та три підтримувальних котки. Коткам від Т-72 віддали перевагу через надійність, низьку ціну та простоту виконання. На першому, другому та шостому вузлах підвіски встановлено гідроамортизатори. Ведуче колесо розташовано позаду. Гусениці аналогічні танку «88С/96», мають гумовометалеві шарніри, обрезинені бігові доріжки та гумові башмаки. Ходова частина з борті захищена стандартними гумово-тканинними екранами на шарнірах або рифленими металічними нової конструкції.

## Варіанти
- Тип 90-IIA — був експортною моделлю запропонованою Пакистану. Він мав французький дизельний двигун, потужністю 1 500 к.с. Його не було прийнято на службу через, приєднання Франції до ембарго проти Пакистану, через проведення останнім ядерних випробувань;
- Тип 90-IIM або MBT-2000 — також був експортною моделлю для задоволення потреб Пакистанської армії. Ця версія була створена, щоб уникнути проблем ембарго. Спочатку на ньому встановлено двигун китайського виробництва, але він виявився не надійним. Цей ОБТ було продемонстровано у 2001 році і як варіант, на ньому пропонується встановлення силового блоку іноземного виробництва;
- Аль-Калід — подальша розробка MBT-2000 з деякими модифікаціями. На ньому встановлений український дизельний двигун 6ТД, потужністю 1 200 к.с. Пакистан придбав ліцензію на його виробництво.
- VT-1A — новий експортний варіант Type 90-II, з китайським обладнання, баштою, гарматою, електронікою та бронею. На ньому встановлено китайський двигун потужністю 1300.

## Оператори
- Бангладеш 44
- Пакистан 500
- Шрі-Ланка 22
- М'янма невідомо
- КНР 3 VT-1A на службі у військовому окрузі Харбін як навчальні
- Марокко 150
- Перу Контракт на постачання 80-100 MBT-2000 з Китаю. Однак угода зірвалася частково через несанкціонування експорту українського двигуна.